# أندريس زامورا
أندريس زامورا (بالإسبانية: Andrés Zamora)‏ هو منافس ألعاب قوى أوروغواياني، ولد في 13 أبريل 1983.

## وصلات خارجية
- أندريس زامورا على موقع الاتحاد الدولي لألعاب القوى (الإنجليزية)
- أندريس زامورا على موقع رابطة إحصائيات سباق الطريق (الإنجليزية)
- أندريس زامورا على موقع أوليمبيديا (الإنجليزية)